# Asch-Schahid-Moschee

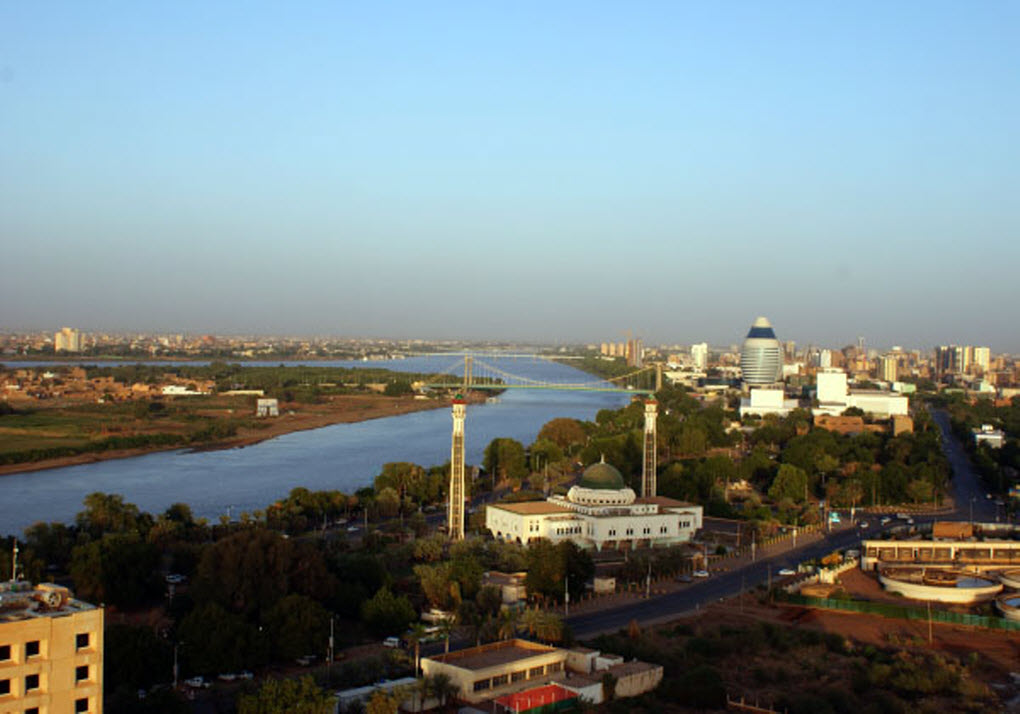
asch-Schahid-Moschee

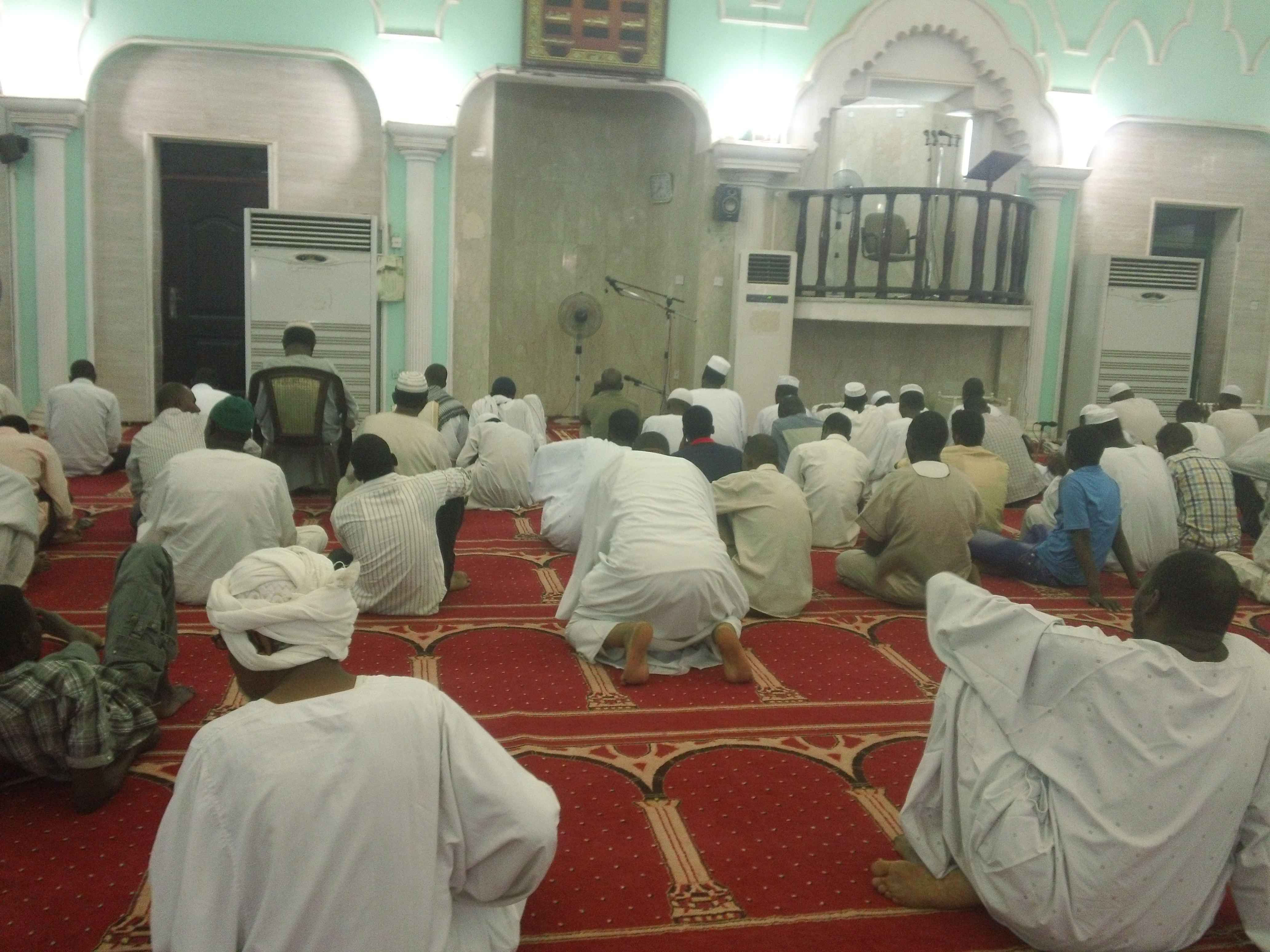
Gebet in der Moschee

Die asch-Schahid-Moschee (arabisch مسجد الشهيد, DMG Masǧid aš-Šahīd ‚Märtyrer-Moschee‘; Alternativschreibweisen al-Shahid, ash-Shahid oder El Shahid) ist eine Moschee in der sudanesischen Hauptstadt Khartum.
Sie liegt am Zusammenfluss von Weißem und Blauem Nil an der Kreuzung von al-Qasr Straße mit der Nil Straße, rund 500 Meter westlich vom Nationalmuseum Sudan, rund 250 Meter nördlich vom Gebäude der Zentralbank von Sudan und rund 200 Meter östlich vom Hotel Hilton.
Die Moschee ist nach der Großen Moschee von Khartum und der Faruq-Moschee die drittgrößte Moschee in Khartum.
Acht Meter vor der Moschee stehen zwei rund 64 Meter hohe Minarette, die jeweils rund 34 Meter links bzw. rechts vom Haupteingang entfernt sind. Die Moschee selbst besteht aus einem rund 25 Meter breiten quadratischen Hauptteil, der von einer im Durchmesser rund 16 Meter breiten runden Kuppel abgeschlossen wird. Der Hauptteil wird durch zwei gleich große, rund 18 Meter mal 20 Meter große Nebenräume erweitert, die damit zusammen eine Grundfläche von rund 1000 Quadratmetern einnehmen.